# 节担菌纲
节担菌纲（学名：Wallemiomycetes）是担子菌门下的一纲。该纲只包含一个目（节担菌目，Wallemiales），这一目含一个科（节担菌科，Wallemiaceae），而这一科也仅包含一个属（节担菌属，Wallemia）。在此之下共三个种，皆为嗜干菌（xerophile），分布于世界各地，通常会导致低水分食物发霉。
这三个种分别为W. sebi、W. muriae与W. ichthyophaga。